# ランドルフ郡 (ジョージア州)

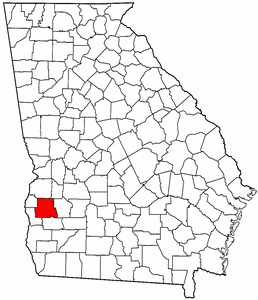

ランドルフ郡（Randolph County）は、アメリカ合衆国ジョージア州にある郡である。人口は6,425人（2020年）。郡庁所在地はカッスバートである。

## 地理
アメリカ合衆国統計局によると、この郡は総面積1,116 km2 (431 mi2) である。このうち1,112 km2 (429 mi2) が陸地で4 km2 (2 mi2) が水地域である。総面積の0.38%が水地域となっている。

## 人口動勢
2000年現在の国勢調査で、この郡は人口7,791人、2,909世帯、及び1,972家族が暮らしている。人口密度は7/km2 (18/mi2) である。3/km2 (8/mi2) の平均的な密度に3,402軒の住宅が建っている。この郡の人種的な構成は白人38.94%、アフリカン・アメリカン59.47%、先住民0.35%、アジア0.18%、太平洋諸島系0.12%、その他の人種0.51%、及び混血0.44%である。ここの人口の1.18%はヒスパニックまたはラテン系である。
この郡内の住民は27.30%が18歳未満の未成年、18歳以上24歳以下が11.00%、25歳以上44歳以下が24.20%、45歳以上64歳以下が21.90%、及び65歳以上が15.60%にわたっている。中央値年齢は37歳である。女性100人ごとに対して男性は85.90人である。18歳以上の女性100人ごとに対して男性は78.10人である。
この郡内の世帯ごとの平均的な収入は22,004米ドルであり、家族ごとの平均的な収入は30,278米ドルである。男性は27,033米ドルに対して女性は20,394米ドルの平均的な収入がある。この郡の一人当たりの収入 (per capita income) は11,809米ドルである。人口の27.70%及び家族の22.00%は貧困線以下である。全人口のうち18歳未満の36.20%及び65歳以上の31.00%は貧困線以下の生活を送っている。

## 都市及び町
- コールマン (Coleman)
- カッスバート (Cuthbert)
- シェルマン (Shellman)